# Măgura (okręg Vâlcea)
Măgura – wieś w Rumunii, w okręgu Vâlcea, w gminie Mihăești. W 2011 roku liczyła 621 mieszkańców.